# 下白銀町
下白銀町（しもしろがねちょう）は、江戸期から現在にかけての青森県弘前市の地名。郵便番号は036-8356。2017年6月1日現在の人口は241人、世帯数は139世帯。

## 地理
当地の中心部に弘前城が位置し、主に弘前公園と文化・観光施設で構成される。町域の北部は亀甲町、東部は大浦町・蔵主町・元寺町、南東部は元長町、南東部から南部にかけて元大工町、南部は上白銀町、南西部は馬屋町、西部は五十石町・紺屋町に接する。

## 歴史
- 寛永末年頃 - 追手門の東部が片原町、北部の外東門までが下片原町と見える。この時点での町名である片原町の由来は、町域の一方が堀の片端にあることからとおもわれる（津軽弘前城之絵図）。
- 正保2年 - 町屋とある（津軽弘前城之絵図）。
- 慶安2年 - 銀町と見え、30軒余りの屋敷割りがされ、町屋と武家屋敷が混在している。このうち町屋には商家である宮崎屋・田村屋のほかに檜物屋・煙草作り・索麺屋・居鯖・鍔職人・箔屋・鉄砲師・藩医も居住（弘前古御絵図）。
- 慶安2年 - 寺町（現：元寺町）の大火後、当地は武家地となり、銀町の町名は百石町と本寺町を結ぶ鉄砲町が白銀町となる。
- 寛文13年 - 武家屋敷のみで22軒（空屋敷1軒）ある（弘前中惣屋敷絵図）。
- 天和3年 - 町内の一部が召し上げられ、町名が下白銀町になる（国日記）。
- 元禄年間 - 武家屋敷の郭外移転により、外堀沿いの当地は中・下級武士の屋敷街から大身の屋敷街に変わる。
- 元禄12年 - 家老津軽靭負・大道寺隼人などの屋敷地が配置される（国日記）。
- 元禄13年 - 追手門前に江戸衆屋敷が設置され、町年寄の屋敷も見える（津軽史）。
- 亨和3年 - 寛政7年開設の稽古館が追手門前に見える（御家中町割）。
- 文久2年 - 兵性改革により、稽古館跡地には修武堂が設置される（津軽歴代記類）。
- 1870年（明治3年） - 修武堂のほかに津軽右近らの重臣の屋敷地がある（弘前図）。
- 1872年（明治5年） - 藩校跡に市立東奥義塾が開校。
- 1877年（明治10年）3月29日 - 当地に地方裁判所が弘前裁判所として移転（現：青森地方裁判所弘前支部・弘前簡易裁判所）。

### 沿革
- 江戸期 - 弘前城下の一町。
- 寛永末年頃 - 片原町・下片原町と称される。
- 慶安2年 - 銀町と称される。
- 天和3年 - 下白銀町と称される。
- 明治初年～明治22年 - 弘前を冠称。
- 1899年（明治22年） - 弘前市に所属。

## 施設

### 教育
- 学校法人白銀学園サンモードスクールオブデザイン

### 医療
- 松枝歯科

### 商業
- ローソン弘前公園前店は、閉店済み

### 通信
- NTT東日本弘前支店

### メディア
- NHK弘前支局
- 陸奥新報社本社

### 文化施設
- 弘前市立博物館
- 弘前市立郷土文学館
- 弘前市立弘前図書館
- 弘前市立観光館
- 笹森記念体育館

### ホール
- 弘前市民会館
- 弘前文化センター

### 旧跡
- 弘前城
- 弘前公園
  - 弘前城植物園
  - 護国神社

### 行政
- 青森地方裁判所弘前支部
- 弘前簡易裁判所
- 中南地域県民局地域農林水産部

### 重要文化財
- 旧弘前市立図書館
- 旧東奥義塾外人教師館

## かつて存在した施設
- 東奥義塾高等学校 - 1987年に石川へ移転。

## 小・中学校の学区
市立小・中学校に通う場合、学区は以下の通りとなる。
| 大字     | 番・番地 | 小学校             | 中学校             |
| -------- | -------- | ------------------ | ------------------ |
| 下白銀町 | 全域     | 弘前市立時敏小学校 | 弘前市立第一中学校 |

## 交通
- 弘南バス
  - 陸奥新報前、文化センター前（土手町循環100円バス）停留所。
    - 文化センター停留所はNHK弘前支局側に位置。

  - 文化センター前（ためのぶ号 津軽藩ねぷた村経由 - りんご公園線、他）停留所。
    - 文化センター側に位置。

  - 文化センター前（石渡 - 弘前駅線、他）停留所。
    - 文化センター駐車場側に位置。